# Hinoba-an
Hinoba-an ist eine Gemeinde in der Provinz Negros Occidental auf der Insel Negros auf den Philippinen. Sie hat 56.819 Einwohner (Zensus 1. August 2015), die in 15 Barangays leben. Sie gehört zur 1. Einkommensklasse der Gemeinden auf den Philippinen und wird als partiell urbanisiert beschrieben.
Sie liegt etwa 199 km südlich von Bacolod City. Die Reisezeit beträgt ungefähr 4 Stunden mit dem Bus, mit dem Auto rund 3 Stunden. Ihre Nachbargemeinden sind Sipalay City und Candoni im Norden, Ilog und Basay im Osten. Die Küste der Sulusee markiert ihre südliche und westliche Grenze. Die Topographie der Gemeinde wird im Westen als hügelig bis gebirgig beschrieben.

## Barangays
| - Andulauan - Balicotoc - Bocana - Calubang - Canlamay - Consuelo - Dancalan | - Delicioso - Galicia - Manalad - Pinggot - Barangay I (Pob.) - Barangay II (Pob.) - Tabu - Vista Alegre |